# Shim Hyun-jung
Dans ce nom coréen, le nom de famille, Shim, précède le nom personnel.
Shim Hyun-jung (hangeul : 심현정 ; RR : Shim Hyeon-jeong) est une compositrice sud-coréenne, née le 1972 à Séoul.

## Biographie

### Jeunesse et formation
Shim Hyun-jung naît en 1972 à Séoul. À l'âge de cinq ans, avec ses frères ainés, elle commence à jouer du piano dans une école, et s'en sert comme passe-temps avant d'étudier la musique occidentale et d'apprendre à jouer l'orgue, un instrument rare à cette époque, à une église.
Elle fréquente l'université Yonsei, où elle se heurte à une difficulté : cet établissement ne possède pas d’orgues, et elle doit la remplacer par des pianos afin de passer le concours et opte finalement le département de composition musicale. Après avoir obtenu son diplôme, elle part aux États-Unis, pendant un an et demi, chez un de ses amis proches vivant à la campagne, pour suivre une formation linguistique, avant de s'inscrire à l'université de New York, l'année suivante, où elle apprend à « insérer de la musique composée par soi-même dans la vidéo » et elle découvre son autre talent, celui de la musique de film. Elle y obtient sa maîtrise en composition de cinéma et multimédia.

### Carrière
De retour en Corée du Sud, Shim Hyun-jung travaille comme emballeuse de CD au studio du réalisateur Cho Sung-woo, rencontré à l'université de New York, puis elle composera plus tard la musique pour le film H (H[에이:치]) de Lee Jong-hyeok.
Elle compose The Last Waltz — ou Mido's Theme: The Last Waltz (미도의 테마: The Last Waltz) — pour la bande originale du film Old Boy (올드보이) du compositeur Jo Yeong-wook : « J'étais en larmes en lisant le scénario Old Boy [de Park Chan-wook]. Je dirais que son scénario était très bon et que les épreuves que j'ai traversées ressemblaient à celles du personnage principal. ».
Après avoir travaillé sur le série documentaire Tears pour la chaîne MBC, elle met en musique le film d'action The Man from Nowhere (아저씨) de Lee Jeong-beom, ce qui qui lui vaudra le prix du la meilleure musique à la cérémonie des Korean Film Awards en 2010.
En 2012, elle se concentre sur la musique pour le film à la fois fantastique et romantique A Werewolf Boy (늑대소년) de Jo Sung-hee dans son studio non loin de Hongdae. Ce film est présenté en avant-première, en septembre, au Festival international du film de Toronto.

### Vie privée
Shim Hyun-jung déteste s'attarder sur son passé.

## Filmographie

### Longs métrages
- 2002 : Ardor (밀애) de Byun Young-joo
- 2002 : H (H[에이:치]) de Lee Jong-hyeok
- 2003 : Old Boy (올드보이) de Park Chan-wook
- 2004 : Everybody Has Secrets (누구나 비밀은 있다) de Jang Hyeon-su
- 2005 : Sa-kwa (사과) de Kang Yi-kwan
- 2006 : Once in a Summer (그해 여름) de Joh Keun-shik
- 2006 : The World of Silence (조용한 세상) de Cho Ui-seok
- 2007 : Mother (어머니는 죽지 않는다) de Hah Myung-joong
- 2009 : Tears in the Arctic (북극의 눈물) de Heo Tae-jeong (documentaire)
- 2010 : The Man from Nowhere (아저씨) de Lee Jeong-beom
- 2012 : A Werewolf Boy (늑대소년) de Jo Sung-hee
- 2013 : Pune 52 de Nikhil Mahajan
- 2013 : Koan de Printemps de Marc-Olivier Louveau
- 2013 : The Five (더 파이브) de Jeong Yeon-shik
- 2014 : Hot Young Bloods (피끓는 청춘) de Lee Yeon-woo
- 2015 : Perfect Proposal (은밀한 유혹) de Yoon Jae-gu
- 2016 : Missing (미씽: 사라진 여자) de Lee Eon-hee
- 2018 : Stand by me (덕구) de Bang Soo-in
- 2019 : Jo Pil-Ho : Souffle de rage (악질경찰) de Lee Jeong-beom
- 2021 : Pipeline (내겐 너무 소중한 너) de Yoo Ha
- 2021 : My Lovely Angel (내겐 너무 소중한 너) de Kwon Sung-mo et Lee Chang-won
- 2021 : The 8th Night (제8일의 밤) de Kim Tae-hyung
- 2022 : Stellar: A Magical Ride (스텔라) de Kwon Soo-kyeong
- 2023 : Project Silence (탈출: 프로젝트 사일런스) de Kim Tae-gon

### Courts métrages
- 2001 : Out of Bounds de Rue Sueng-jin
- 2001 : Rotation de Rho Jin-sung
- 2002 : Understand? de Park Un-kyo
- 2002 : Audition de Lee Kyoung-mi
- 2002 : Super Glue de Lee Suk-hoon
- 2002 : Watch Your Back de Rho Jin-sung
- 2002 : The Boxer’s Rest de Kim Hwan-jin
- 2002 : Living Lover of a Dead Father de Lee Moo-so
- 2003 : The Scent of April de Ryu Seung-jin
- 2003 : Aratha de Hwang Won
- 2003 : Come Close to Me de Park Eun-kyo
- 2003 : Feel Good Story de Lee Kyoung-mi
- 2003 : Twentidentity - Sutt Da' de Kim Eue-suk
- 2005 : Bungee Jump, She Goes de Kim Jea-eye
- 2005 : One Late Night de Kim Sun-hee
- 2007 : Late Spring de Hwang Won

### Séries télévisées
- 2010 : Tears of the Amazon (아마존의 눈물, 5 épisodes)
- 2011 : Tears in the Africa (아프리카의 눈물, 3 épisodes)
- 2015 : Super China (슈퍼차이나)
- 2016 : Madame Antoine (마담 앙트완, 16 épisodes)
- 2022 : Connect (커넥트, 6 épisodes)
- 2023 : The Black Box on Earth (지구 위 블랙박스, 4 épisodes)

## Distinctions

### Récompenses
- Korean Film Awards 2004 : meilleure musique pour Old Boy, avec Jo Yeong-wook, Choi Seung-hyun et Lee Ji-soo[2]
- Korean Film Awards 2010 : meilleure musique pour The Man from Nowhere[3]